# لاست!
«بازنده!» (به انگلیسی: !Lost، به معنی باخته یا گمشده) نام آهنگی از گروه کلدپلی در سبک آلترناتیو راک است. این آهنگ در آلبوم زنده‌باد زندگی یا مرگ و همه دوستانش است.